# Little Nicky
Little Nicky (2000) er en amerikansk komedie med Adam Sandler, Harvey Keitel mv. i hovedrollerne.

## Handling
Lille Nicky (Adam Sandler) er "fars lille pige" i Helvede. Han er Satans (Harvey Keitel) søn, som fik sit job fra sin far, Lucifer. Satan vil trække sig tilbage, men ingen af hans sønner er modne nok til jobbet. Der er Cassius, som er stor og stærk, men mangler "det gode" for at kunne gøre jobbet. Der er Adrian, der er lækker og smart, men som slet ingen godhed har. Så er der Nicky, som godtnok har det gode i sig, men ikke har nogen ondhed i sig overhovedet. Da ingen af de tre er modne nok til at overtage tronen, vælger Satan at fortsætte i endnu 10.000 år. Af raseri tager Adrian og Cassius op til Jorden gennem Helvedes porte af ild, hvorefter porten så fryser, så ingen sjæle kan komme ind. Satan svækkes, og nu er det op til Nicky at få dem tilbage til Hevede, før Satan dør. De eneste problemer er, at han kun har en uge til at få Adrian og Cassius tilbage, samt at de begge er meget stærkere end han er. Undervejs møder han en smuk pige, som han bliver forelsket i, og hans mor som er i det modsatte af helvede, nemlig himlen.